# Орден Белиза
Орден Белиза — одна из высших государственных наград Белиза.

## История
Будучи бывшей британской колонией, в Белизе, даже после объявления независимости, так как главой государства является король Великобритании, граждане за свои достижения и заслуги награждались британскими наградами.
Однако, 16 августа 1991 года был принят Закон об учреждении национальных наград. В том числе был учреждён орден Белиза для награждения глав дружественных Белизу государств, иностранных граждан, имеющих заслуги перед Белизом, граждан Белиза, в том числе посмертно.
Формально сувереном ордена является британский монарх. Орден вручается по решению премьер-министра Белиза на основании рекомендаций наградного комитета.

## Степени
Орден имеет один класс — знак вручается на чрезплечной ленте.
Награждённый имеет право на указание постноминальных литер — OB.

## Описание
Знак ордена изготавливается из золота в виде круглой медали. В центре медали медальон — несёт на себе карту Белиза в цветных эмалях. Медальон окружён каймой с надписью и внешней каймой зелёной эмали с растительным орнаментом, как на государственном гербе. Знак при помощи переходного звена в виде головы ягуара крепится к орденской ленте.
Лента ордена шёлковая муаровая красного цвета с синей полосой по центру и золотистыми полосками по краям.